# کربنات روبیدیم
کربنات روبیدیم (به انگلیسی: Rubidium carbonate) با فرمول شیمیایی Rb2CO3 یک ترکیب شیمیایی با شناسه پاب‌کم 11431 است. که جرم مولی آن 230.945 g/mol می‌باشد. شکل ظاهری این ترکیب، پودر سفید است.